# Rainbow Theatre

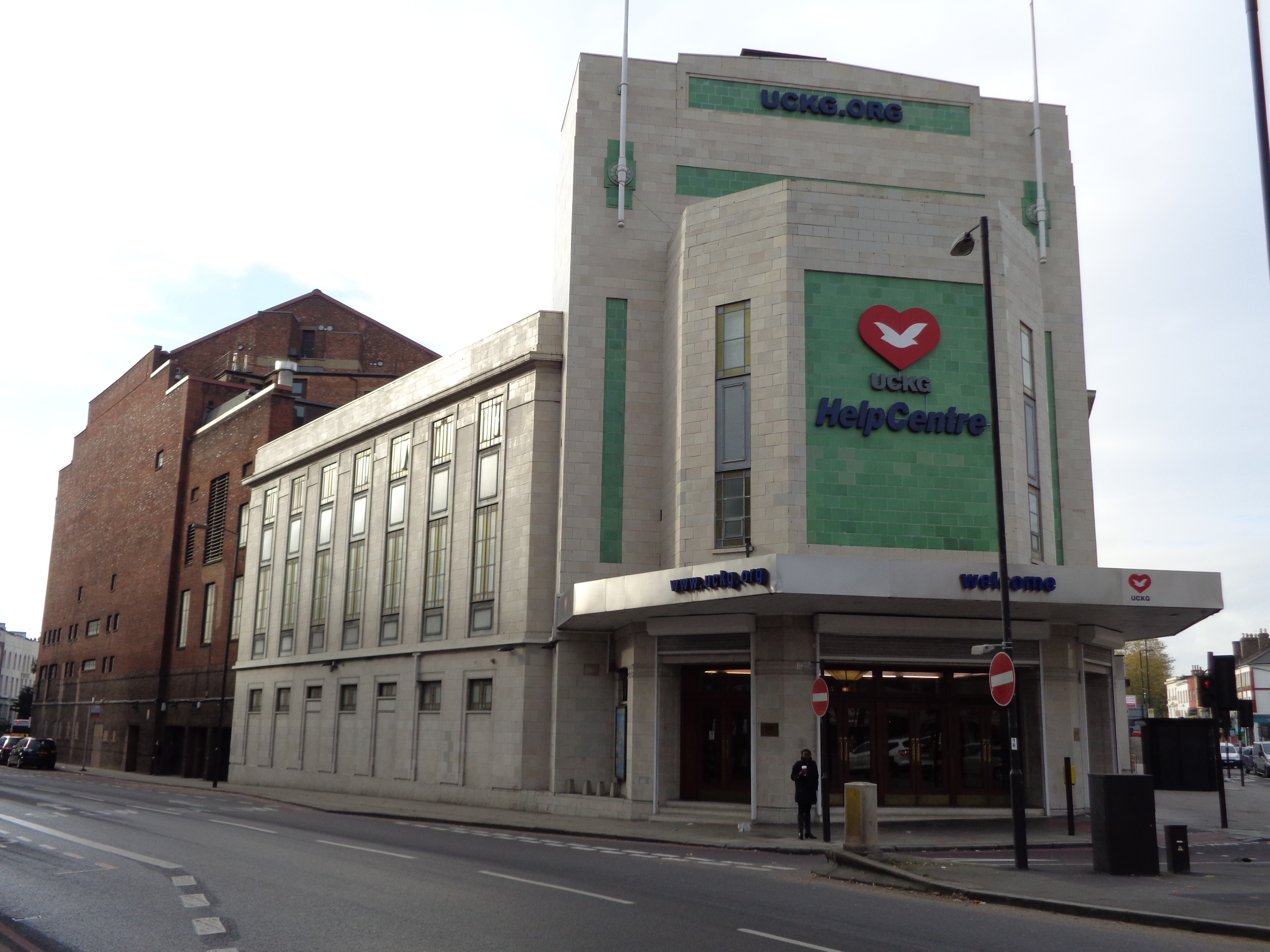
Rainbow Theatre

Das Rainbow Theatre, ursprünglich bekannt als Finsbury Park Astoria, ist ein denkmalgeschütztes Gebäude im Londoner Stadtteil Finsbury Park. Im Jahr 1930 erbaut, diente es zunächst als Kino, später als Konzerthalle. Heute ist es eine Kirche der Universalkirche des Königreichs Gottes.

## Geschichte
Als das Finsbury Park Astoria am 29. September 1930 eröffnet wurde, galt es als eines der größten Kinos weltweit. Das Gebäude an der Seven Sisters Road im Norden Londons war das vierte Astoria-Theater der Stadt. Bis September 1971 wurde das Gebäude als Kino genutzt, danach für Rockkonzerte, wobei das Kino bereits in den 1960er Jahren gelegentlich als Konzertbühne gedient hatte.
Nach einem kurzen Zwischenspiel als Odeon Theatre (17. November 1970 bis 25. September 1971) erfolgte am 4. November 1971 die Neueröffnung als Rainbow Theatre. Das Eröffnungskonzert bestritten The Who, die das Theater später in ihrem Song Long Live Rock besangen, wenn auch unter dem Namen Astoria Theatre.
Am 24. Dezember 1981 wurde das Rainbow Theatre geschlossen. Das Gebäude wurde in die Liste der denkmalgeschützten Gebäude (Grade II) aufgenommen, stand aber 14 Jahre lang leer. Gelegentlich wurde es für Bare-Knuckle-Boxkämpfe genutzt.
1995 übernahm die Universalkirche des Königreichs Gottes das Gebäude, um es als Kirche zu nutzen. 

## Architektur
Das Rainbow Theatre, ursprünglich als Finsbury Park Astoria 1930 erbaut, ist ein Beispiel für das sogenannte „atmospheric cinema“. Der Architekt Edward Albert Stone entwarf das Gebäude mit einer Kapazität von rund 2.800 Plätzen. Die Architektur war darauf ausgelegt, die Besucher in eine exotische, fast märchenhafte Welt zu versetzen: Der große Saal war mit aufwendigen Dekorationen und illusionistischen Elementen gestaltet, die an einen andalusischen Innenhof erinnerten, inklusive künstlichem Sternenhimmel und dekorativen Fassaden.

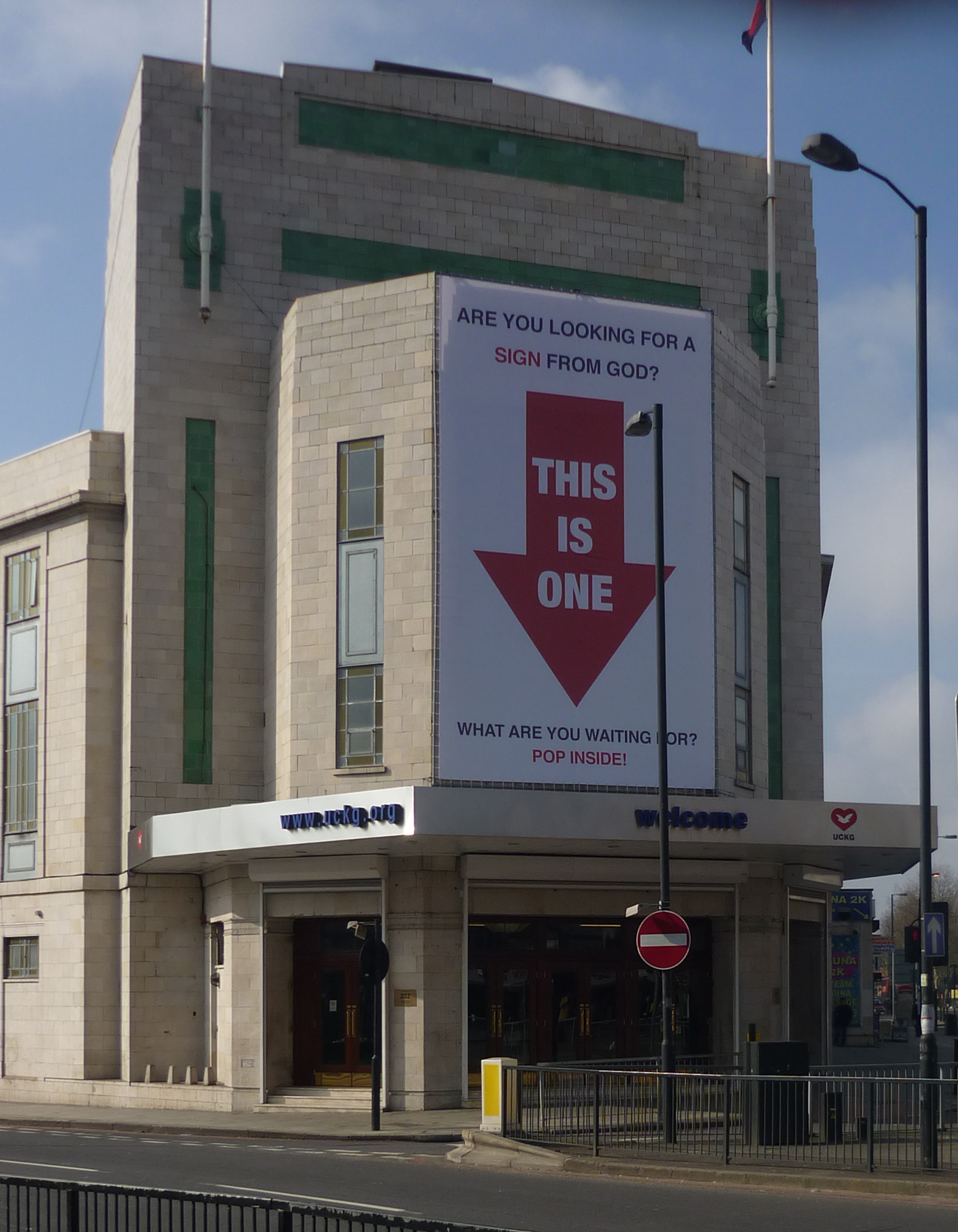
Ehemaliges Astoria-Kino, Finsbury Park, London N4, das in das legendäre Rocktheater Rainbow Theatre umgewandelt wurde. Derzeit ist es der britische Hauptsitz der Universal Church of God

Die Bühne war über 20 Meter breit und 11 Meter tief, was für die damalige Zeit außergewöhnlich groß war und sowohl für Filmvorführungen als auch für Live-Auftritte beste Voraussetzungen bot. Die Fassade und das Foyer sind reich verziert und spiegeln den Glamour der 1930er Jahre wider. Das Gebäude steht heute unter Denkmalschutz (Grade II*) und ist eines der besten erhaltenen Beispiele für diesen Kinotyp in Großbritannien.

## Rockkonzerte (Auswahl)
Der frühere Stage Manager Rick Burton hat eine umfangreiche Geschichte des Rainbow Theatre zusammengestellt. Die folgende Liste stellt eine Auswahl dar.

### 1960er Jahre: Finsbury Park Astoria
- Vom 24. Dezember 1963 bis zum 11. Januar 1964 führten die Beatles im Finsbury Park Astoria 16-mal ihre Christmas Show auf.
- Jimi Hendrix zündete hier am 31. März 1967 erstmals eine seiner Gitarren an.
- Das Album Live in London der Beach Boys wurde am 8. Dezember 1968 im Finsbury Park Astoria aufgenommen.

### 1970er Jahre bis 1981: Rainbow Theatre
- Frank Zappa erlitt am 10. Dezember 1971 ernsthafte Verletzungen, als ein Zuschauer ihn von der Bühne stieß; Zappa brach sich ein Bein und verletzte sich am Kopf – er musste sechs Wochen im Krankenhaus verbringen.
- Pink Floyd spielten im Rainbow vier Abende vom 17. bis zum 20. Februar 1972 zu Beginn ihrer Eclipsed Tour; der letzte Abend wurde teilweise im BBC Radio ausgestrahlt. Die Band gab am 4. November 1973 zwei Benefizkonzerte für Robert Wyatt, der seit einem Sturz gelähmt war.
- David Bowie gab im Rainbow am 19. und 20. August 1972 zwei Konzerte während seiner Ziggy Stardust Tour.
- Yes ließen ihre Auftritte im Rainbow am 15. und 16. Dezember 1972 für ihr Album Yessongs und den gleichnamigen Film aufzeichnen.
- Eric Clapton trat mit Pete Townshend, Stevie Winwood, Ron Wood und anderen am 13. Januar 1973 auf, veröffentlicht als Eric Clapton’s Rainbow Concert.
- Genesis traten am 9. Februar 1972 erstmals im Rainbow auf. Dabei setzte Peter Gabriel beim Intro zu Watcher of the Skies erstmals seine geflügelte Batmaske ein.[5] Das Album Live at the Rainbow Theatre entstand am 20. Oktober 1973.
- The Sweet traten am 21. Dezember 1973 im Rainbow auf und veröffentlichten anschließend das Album Live At The Rainbow 1973.
- Gary Glitter gab am Weihnachtstag 1973 ein Konzert, das für sein Livealbum Remember Me This Way sowie den gleichnamigen Film genutzt wurde.
- Am 31. März 1974 traten Queen im Rahmen ihrer Queen II Tour erstmals als Headliner auf. Am 19. und 20. November 1974 wurde ihr Konzert Live at the Rainbow ‘74 aufgezeichnet.
- Tangerine Dream spielten zu Beginn ihrer First British Tour am 26. Oktober 1974 im Rainbow; das Konzert wurde durch John Peel anmoderiert. Eine Veröffentlichung erfolgte 2019 im Boxset In Search Of Hades – The Virgin Recordings 1973–1979.
- Kool & the Gang nahmen drei Titel für ihr Album Love & Understanding im Rainbow auf.
- Deep Purple kamen 1975 als lauteste Band der Welt ins Guinness-Buch der Rekorde – wegen eines Konzerts von 1972 im Rainbow Theatre.
- Am 18. März 1977 spielten Marc Bolan & T. Rex im Rainbow, mit The Damned als Vorgruppe. Die Dandy in the Underworld Tour sollte ihre letzte Tournee sein. Das Konzert ist auf dem T.-Rex-Album Live 1977 And In Conversation zu hören.
- Bob Marley & the Wailers spielten auf ihrer Exodus Tour am 1., 2., 3. und 4. Juni 1977 im Rainbow. Das letzte Konzert wurde als Bob Marley and the Wailers Live! at the Rainbow veröffentlicht. Fünf Songs erschienen 2001 auf dem Album Exodus (Deluxe Edition).
- Vom 1. bis zum 4. August 1977 traten Little Feat an vier Abenden auf. Aufnahmen von den Konzerten wurden später auf dem Album Waiting for Columbus veröffentlicht.
- Die Ramones spielten am 31. Dezember 1977 und am 1. Januar 1978 zwei Konzerte im Rainbow. Ersteres wurde als It’s Alive veröffentlicht.
- Thin Lizzy nahmen im März 1978 das Video zu Live and Dangerous im Rainbow auf.
- Queen trat am 14. Dezember 1979 im Rahmen der Crazy Tour ein viertes und letztes Mal im Rainbow Theatre auf.
- Teile des Albums Hanx! von Stiff Little Fingers wurden 1980 im Rainbow aufgenommen.
- Die UK Subs nahmen im Mai 1980 ein Konzert im Rainbow auf, das sie auf dem Live-Album Crash Course veröffentlichten.
- Iron Maiden traten 1980 und 1981 mehrmals im Rainbow auf, zu sehen auf dem Video Live at Rainbow Theatre von 1981. Die Band nahm auch ihr erstes Musikvideo zu Women in Uniform 1980 im Rainbow auf.
- Grateful Dead spielten am Dienstag, 6. Oktober 1981 im Rainbow Theatre ein mehr als 3-stündiges Konzert.